# Оствальд, Петер
Петер Оствальд (нем. Peter Ostwald; 1928, Берлин — 25 мая 1996, Сан-Франциско) — американский психиатр и психотерапевт.

## Жизнь и творчество
Окончил Калифорнийский университет в Сан-Франциско (1950), некоторое время стажировался в Нью-Йорке, затем служил в медицинском корпусе армейского контингента США в Германии. В 1956 г. вернулся в Сан-Франциско и поступил на работу в Институт психиатрии Калифорнийского университета. Наряду с медицинской специализацией был одарённым скрипачом-любителем, женился на Лиз Дешан, канадской пианистке, лауреате нескольких исполнительских конкурсов в Квебеке. В 1986 г. основал в Институте психиатрии Программу здоровья для артистов и исполнителей (англ. Health Program for Performing Artists).
Наибольшую известность Оствальду принесли написанные им биографии выдающихся деятелей искусства с точки зрения развития у них различных психиатрических отклонений: книги о Роберте Шумане, Вацлаве Нижинском и, вышедшая уже после смерти автора, Глене Гульде. Как признанный специалист по биографии и творчеству Шумана он перевёл на английский язык том писем композитора, а в 1993 г. выступил в Карнеги-холле с вводной лекцией в рамках фестиваля Шумана и Брамса, проводившегося Нью-Йоркским филармоническим оркестром. Кроме того, в Сан-Франциско под руководством Оствальда прошли конференции, посвящённые особенностям творческой личности Вольфганга Амадея Моцарта и Рихарда Вагнера.